# Mort ou vif (film, 1995)
Pour les articles homonymes, voir Mort ou vif.
Pour plus de détails, voir Fiche technique et Distribution.
Mort ou vif ou Instinct de Vengeance au Québec (The Quick and the Dead) est un film américano-japonais réalisé par Sam Raimi et sorti en 1995.

## Synopsis
1881. Dans la ville de Redemption, tous les ans a lieu un concours de plusieurs séries de duels au révolver qui récompense le meilleur tireur par une énorme somme d'argent. Jusqu'à présent, le tyrannique maître de la ville, Herod, a toujours gagné. Cette fois Ellen, jeune étrangère, participe au concours. Elle est bien décidée à le battre pour une raison très particulière.

## Fiche technique
Sauf indication contraire, les informations mentionnées dans cette section peuvent être confirmées par la base de données cinématographiques IMDb,  présente dans la section « Liens externes ».
- Titre original : The Quick and the Dead
- Titre français : Mort ou vif
- Titre québécois : Instinct de Vengeance
- Réalisation : Sam Raimi
- Scénario : Simon Moore
- Musique : Alan Silvestri
- Photographie : Dante Spinotti
- Montage : Pietro Scalia
- Décors : Patrizia von Brandenstein
- Costumes : Judianna Makovsky
- Production : Joshua Donen, Patrick Markey, Allen Shapiro, Chuck Binder, Sharon Stone, Toby Jaffe et Robert G. Tapert
- Sociétés de production : TriStar, Indieprod Films et Japan Satellite Broadcasting
- Distribution : TriStar (États-Unis), Columbia TriStar Films (France)
- Budget : 32 millions de dollars
- Pays d'origine :  États-Unis et  Japon
- Langues originales : anglais, espagnol
- Format : couleurs - 1,85:1 - Dolby Digital/ SDDS - 35 mm
- Genre : western
- Durée : 107 minutes
- Dates de sortie :
  - États-Unis et Canada : 10 février 1995
  - Suisse romande : 16 juin 1995
  - France : 21 juin 1995
- Classification :
  - États-Unis : R
  - France : tous public avec avertissement

## Distribution
- Sharon Stone (VF : Françoise Cadol ; VQ : Anne Dorval) : Ellen « Lady »
- Gene Hackman (VF : Jacques Richard ; VQ : Yvon Thiboutot) : John Herod
- Russell Crowe (VF : Philippe Vincent ; VQ : Jean-Luc Montminy) : Cort
- Leonardo DiCaprio (VF : Mathias Kozlowski ; VQ : Olivier Farmer) : Fee « The Kid » Herod (« le Kid » en VF)
- Tobin Bell (VF : Jean-Claude Sachot ; VQ : Benoît Rousseau) : « Dog » Kelly
- Roberts Blossom (VF : Jean Violette ; VQ : Claude Préfontaine) : Doc Wallace
- Kevin Conway (VF : Michel Fortin) : Eugene Dred
- Keith David (VF : Thierry Desroses ; VQ : François L'Écuyer) : le sergent Clay Cantrell
- Lance Henriksen (VF : Jean Barney ; VQ : Alain Clavier) : « Ace » Hanlon (« As » Hanlon en VF)
- Pat Hingle (VF : Nicolas Vogel ; VQ : Yves Massicotte) : Horace
- Gary Sinise (VF : Nicolas Marié ; VQ : Gilbert Lachance) : le marshal
- Mark Boone Junior (VF : Luc Florian ; VQ : Jean-Marie Moncelet) : « Scars » (« le Balafré » en VF)
- Raynor Scheine (VQ : Sébastien Dhavernas) : Ratsy
- Woody Strode (VF : Robert Liensol ; VQ : Alain Gélinas) : Charlie Moonlight
- Lennie Loftin (VF : Sylvain Lemarié ; VQ : Pierre Auger) : Foy
- Jonothon Gill (VF : Saïd Amadis ; VQ : Aubert Pallascio) : Spotted Horse (« Cheval Moucheté » en VF)
- Scott Spiegel : l'homme à la dent en or
- Bruce Campbell : Wedding Shemp
- Fay Masterson : Mattie Silk

Sources et légende : version française (VF) sur AlloDoublage. Version québécoise (VQ) sur Doublage Québec

## Production

### Genèse et développement
Lorsque la production approche l'actrice Sharon Stone, cette dernière sort du succès de Basic Instinct (1992) de Paul Verhoeven. TriStar la nomme coproductrice du film et lui offre ainsi la possibilité de choisir ses partenaires et le réalisateur du film. Elle raconte : « Ils m'ont envoyé une liste de réalisateurs. Je leur ai renvoyé la mienne. Elle ne comportait qu’un seul nom : Sam Raimi. À l’époque il était surtout connu pour Evil Dead. » Ce dernier est alors très surpris : « Je n’y croyais pas. J’avais envie de la rappeler et de lui demander si elle était sûre d’avoir appelé la bonne personne. Mais je ne l’ai pas fait. »

### Attribution des rôles
Après avoir apprécié la prestation du jeune Leonardo DiCaprio dans Gilbert Grape (1994, Lasse Hallström), Sharon Stone insiste fortement pour qu'il décroche le rôle de Fee « The Kid » Herod. L'actrice propose même à la production de payer elle-même la moitié du salaire de l’acteur. Elle explique : « J’aurais porté ce garçon sur mon dos jusque sur le plateau s’il avait fallu ! Je savais qu’il deviendrait l’un des meilleurs acteurs de ces dernières décennies. Son talent, son don sont hors du commun ». Le jeune acteur sera cependant difficile à convaincre car il choisit alors ses rôles avec parcimonie. Il refusera dans un premier temps le rôle, jugeant le film « trop commercial ». Il accepte finalement, à un jour du délai fixé. Il admettra plus tard avoir accepté le rôle parce qu’il n’avait pas travaillé depuis un an et que le rôle n'était pas celui de Billy the Kid mais d’un personnage différent.
Ce film marque les débuts sur le sol américain de l'acteur néo-zélandais Russell Crowe. Comme Leonardo DiCaprio, c'est Sharon Stone qui a insisté pour l'avoir, malgré les réticences du studio.
Bruce Campbell, ami du réalisateur Sam Raimi, a tourné un caméo lors du mariage du Kid, mais la scène a finalement été coupée. Il est cependant crédité au générique pour avoir participé à d'autres plans du film.

### Tournage
Le tournage s'est déroulé de novembre 1993 à février 1994 à Mescal et Tucson, en Arizona. Le plateau avait été auparavant utilisé dans de nombreux westerns : Monte Walsh (William A. Fraker, 1970), Josey Wales hors-la-loi (Clint Eastwood, 1976), Tom Horn (William Wiard, 1980), Juge et Hors-la-loi (John Huston, 1972), etc.

## Bande originale
La musique du film est composée par Alan Silvestri.
| Liste des titres | Liste des titres                     | Liste des titres | Liste des titres | Liste des titres | Liste des titres | Liste des titres | Liste des titres | Liste des titres | Liste des titres |
| No               | Titre                                | Durée            |                  |                  |                  |                  |                  |                  |                  |
| ---------------- | ------------------------------------ | ---------------- | ---------------- | ---------------- | ---------------- | ---------------- | ---------------- | ---------------- | ---------------- |
| 1.               | Redemption                           | 3:25             |                  |                  |                  |                  |                  |                  |                  |
| 2.               | Gunfight Montage                     | 1:41             |                  |                  |                  |                  |                  |                  |                  |
| 3.               | Couldn't Tell Us Apart               | 1:17             |                  |                  |                  |                  |                  |                  |                  |
| 4.               | John Herod                           | 1:21             |                  |                  |                  |                  |                  |                  |                  |
| 5.               | Ellen's First Round                  | 1:10             |                  |                  |                  |                  |                  |                  |                  |
| 6.               | Lady's the Winner                    | 0:47             |                  |                  |                  |                  |                  |                  |                  |
| 7.               | Dinner Tonight                       | 2:11             |                  |                  |                  |                  |                  |                  |                  |
| 8.               | Cort's Story                         | 1:02             |                  |                  |                  |                  |                  |                  |                  |
| 9.               | Ellen vs. Dred                       | 1:10             |                  |                  |                  |                  |                  |                  |                  |
| 10.              | Kid vs. Herod                        | 4:17             |                  |                  |                  |                  |                  |                  |                  |
| 11.              | I Don't Wanna Die                    | 2:00             |                  |                  |                  |                  |                  |                  |                  |
| 12.              | The Big Day                          | 2:27             |                  |                  |                  |                  |                  |                  |                  |
| 13.              | Ellen Returns                        | 3:54             |                  |                  |                  |                  |                  |                  |                  |
| 14.              | The Law's Come Back to Town          | 0:49             |                  |                  |                  |                  |                  |                  |                  |
| 15.              | The Quick and the Dead (End Credits) | 3:30             |                  |                  |                  |                  |                  |                  |                  |
| 31:01            |                                      |                  |                  |                  |                  |                  |                  |                  |                  |

## Accueil

### Critique
Il a reçu un accueil critique mitigé, recueillant 55 % de critiques positives, avec une note moyenne de 5,2/10 et sur la base de 44 critiques collectées, sur le site agrégateur de critiques Rotten Tomatoes.

### Box-office
Le film a été un échec commercial aux États-Unis mais a eu un peu plus de succès dans le reste du monde, rapportant environ 46 636 000 $ au box-office mondial, dont seulement 18 636 000 $ en Amérique du Nord, pour un budget de 32 000 000 $. En France, il a réalisé 693 834 entrées. Sam Raimi sera très marqué par cet échec : « J’étais vraiment désorienté après avoir fait ce film. Pendant plusieurs années j’ai pensé : “Je suis un dinosaure. Je suis incapable de m’adapter au contenu” ».

## Distinction
- Saturn Awards 1996 : nomination au prix de la meilleure actrice pour Sharon Stone[7].
- Il s’agit du seul film de l’histoire où trois acteurs lauréats de l’oscar du meilleur acteur jouent une scène ensemble (Crowe, DiCaprio et Hackman). En effet, dans Inception Leonardo DiCaprio, Marion Cotillard et Cillian Murphy n’ont aucune scène ensemble tout comme Al Pacino, Charlton Heston et Jamie Foxx dans L'Enfer du dimanche. Al Pacino, Robert De Niro et Marlon Brando n’ont jamais joué ensemble dans Le Parrain ni Le Parrain, 2e partie.